# Closing Time
Closing Time is een nummer van de Amerikaanse rockband Semisonic uit 1998. Het is de eerste single van hun debuutalbum Feeling Strangely Fine.
Het nummer werd vooral een hit in de Verenigde Staten, waar het de 11e positie behaalde in de Billboard Hot 100. In Nederland haalde het slechts de 84e positie in de Single Top 100. Desondanks werd het er wel een radiohitje.